# Abrasie (geologie)

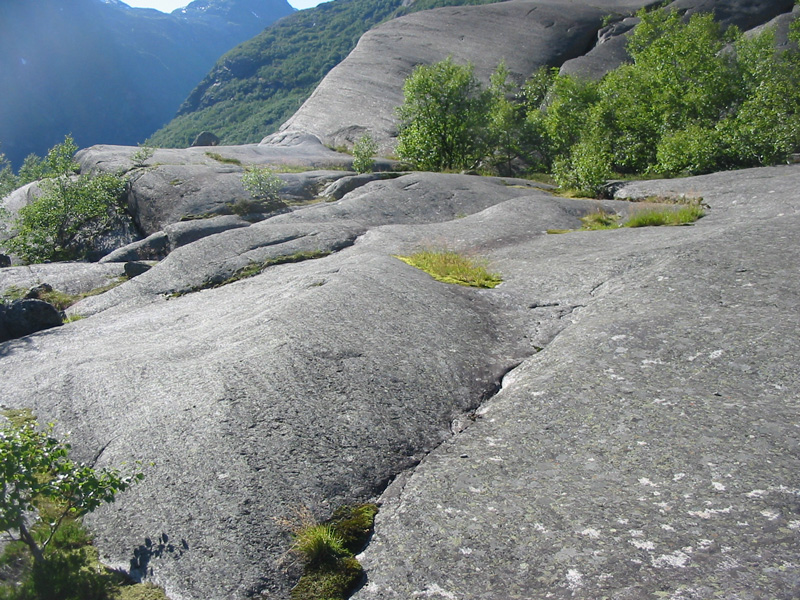
Glaciale abrasie in het westen van Noorwegen dicht bij de Jostedalsbreen gletsjer

Abrasie is de mechanische schuring die deeltjes van een gletsjer, wind, water veroorzaken op oppervlakte van gesteente. Door de wrijving komen deeltjes los van het gesteente die dan afgevoerd worden of in water kunnen oplossen.
De intensiteit van de erosie hangt af van de:
- hardheid
- concentratie
- snelheid
- massa van de deeltjes

## Abrasie door een gletsjer

Afbeelding van de zone van abrasie door een gletsjer

De abrasie van een gletsjer kan onder meer een vallei, cirque en kaar veroorzaken. Dit door de grote brokstukken rots en puin.
Vormen van abrasie zijn windkanters, sleuven, groeven, yardangs en de zogeheten megagroeven.
Abrasie is een erosieproces dat bij eolische erosie samen met deflatie voorkomt.

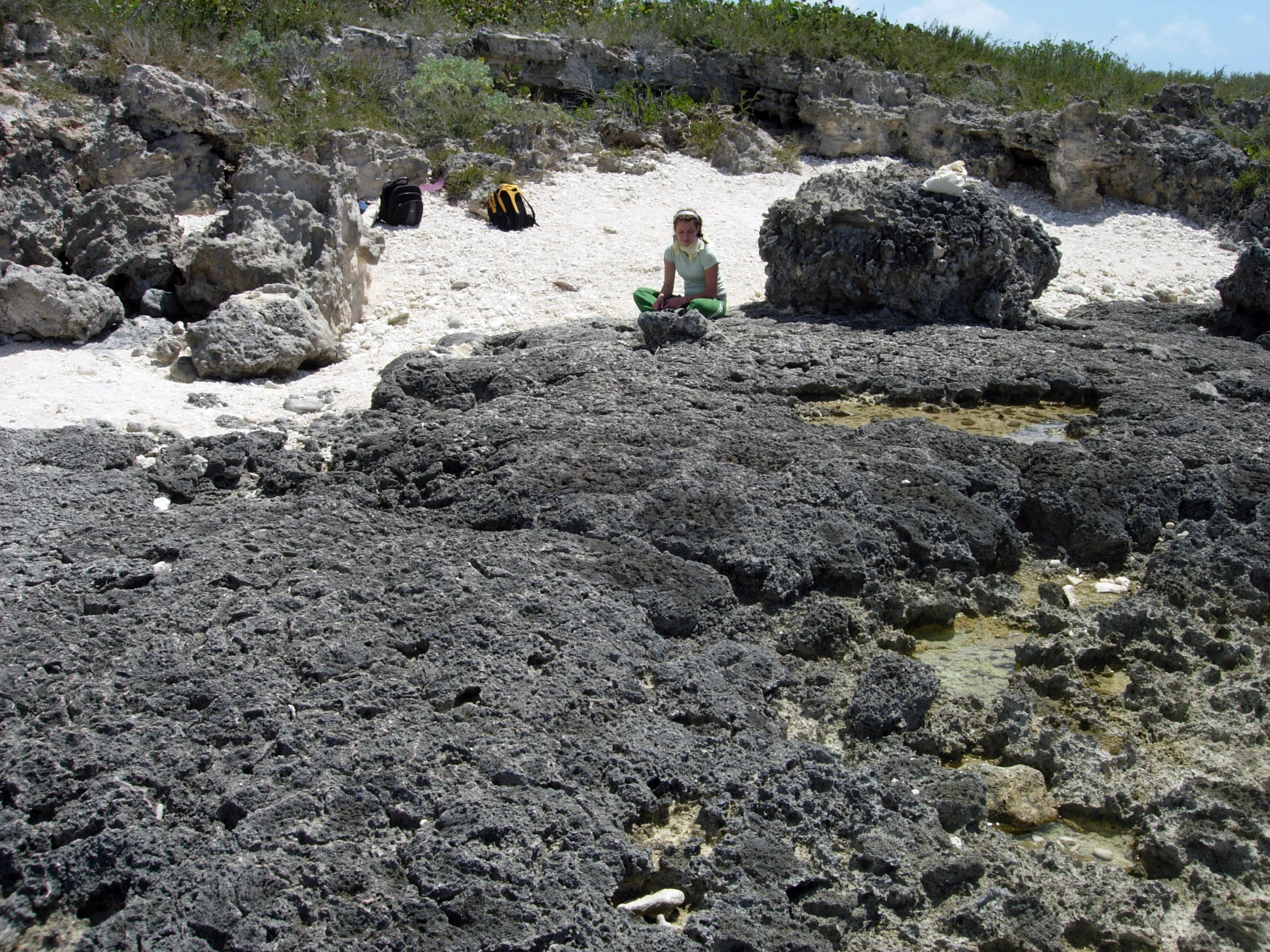
Abrasievlak door golfwerking geërodeerd in een fossiel koraalrif uit het Eemien op Great Inagua, Bahama's.